# Хлорид ртуті(II)
Хлорид ртуті (II) (сулема від пізньолат. sublimatum, дос. «високо підняте, піднесене», тобто «здобуте сублімацією») HgCl2 — безбарвні кристали ромбічної сингонії.

## Властивості
Густина 5,44 г/см3, tпл. 277 °C; tкип 304 °C. Розчинність у воді 7,4 г на 100 г при 20 °C і 55г при 100 °C. Розчинний також в спирті, ефірі, ацетоні; легко переганяється. Сильна отрута.

## Отримання
Отримують розчиненням ртуті в концентрованій сірчаній кислоті з подальшим нагріванням сухого сульфату ртуті з хлоридом натрію або прямим хлоруванням ртуті при нагріванні.

## Застосування
Застосовують для отримання інших солей ртуті, як дезінфікуючий засіб в медицині (частіше розведеною 1:1000), для протравлення насіння, у фармацевтичній промисловості, для просочення деревини тощо. Сулему використовують як каталізатор в органічному синтезі.

## Отруєння
Смертельна доза при прийомі всередину 0,5 г.
Симптоми: різкий біль по ходу стравоходу, у шлунку, блювання, рідкі випорожнення з кров'ю, металевий присмак у роті, слиновиділення. Мідно-червоне забарвлення слизової оболонки рота, пізніше — темна кайма сірчаної ртуті на яснах та губах. Явища ниркової недосттності — анурія. Холодний піт, запаморочення, судоми, стоматит, коліт.
Невідкладна допомога: промивання шлунку з додаванням 5 % розчину унітиолу по 20-40 мл на 1 л води; в/м повторно унітиол (10 мл 5 % розчину), в/в тетацин-кальцій (10 мл 10 % розчину) з глюкозою (300 мл 5 % розчину). В/в тиосульфат натрію (100 мл 30 % розчину). Антибіотики, вітамінотерапія. Негайна шпиталізація.